# Immunizzazione finanziaria
Con il termine immunizzazione finanziaria si intende una metodologia matematica finalizzata a neutralizzare gli effetti della variazione del tasso di valutazione su di un portafoglio attivo (crediti) o passivo (debiti).
Un portafoglio immunizzato permette di disporre di una determinata somma in un determinato istante, indipendentemente dalle fluttuazioni del tasso di valutazione e dai titoli disponibili sul mercato. Permette quindi di ricreare la situazione ideale di disporre di un titolo che verrà rimborsato esattamente nell'istante in cui si necessita della somma stabilita; anche se un tale titolo non è disponibile sul mercato, ma sono in vendita solamente titoli che scadono prima o dopo l'istante preso in considerazione, e dotati o meno di cedole.
Un portafoglio è dunque immunizzato se il possessore vendendolo è immune dalle conseguenze di una variazione sfavorevole dei tassi di interesse.

## Teorema di Redington
Diciamo che la struttura degli attivi/ passivi è localmente immunizzata al tasso i se per movimenti piccoli del tasso i il valore attuale dell'intero portafoglio non diminuisce. In termini  matematici, la struttura è localmente immunizzata se V ha un minimo locale in i. Le due condizioni per cui una funzione( derivabile almeno due volte) ammette minimo locale sono la V'=0 e V''>0. 
Dunque, calcolando le due derivate, vale che:
Condizione sufficiente affinché la struttura degli attivi/passivi sia localmente immunizzata al tassi i è che valga
{\displaystyle D^{A}\cdot V^{A}=D^{L}\cdot V^{L}}
{\displaystyle V^{A}\cdot C^{A}>V^{L}\cdot C^{L}}
Molto spesso accade che gli attivi siano interamente finanziati dai 
passivi( {\displaystyle V^{A}=V^{L}}). Dunque il precedente teorema si semplifica, nel senso
 di poter considerare solo convexity e duration.
In altre parole il teorema ci permette di affermare che per avere un 
portafoglio immunizzato localmente è sufficiente che attivi e passivi 
abbiano la stessa duration e che gli attivi siano più dispersi dei passivi, ovvero abbiano una convexity maggiore.

## Teorema di Fisher-Weil
L'effetto di una variazione del tasso di interesse "di mercato" sul valore di un portafoglio azionario in un determinato istante futuro è, in generale, ambiguo. Se infatti un aumento del tasso porta a una riduzione del valore attuale dei titoli ancora in possesso dell'operatore, porta anche al miglioramento delle possibilità di investimento per quei titoli che gli sono già stati rimborsati.
In pratica la teoria ci fornisce un metodo di copertura dal rischio di tasso che possiamo così sintetizzare: data una sequenza di {\displaystyle n} flussi di denaro {\displaystyle f_{1}}, {\displaystyle f_{2}}, ..., {\displaystyle f_{n}} alle scadenze {\displaystyle t_{1}}, ..., {\displaystyle t_{n}} il loro valore ad una generica scadenza {\displaystyle t} è una funzione del tasso di valutazione {\displaystyle i}:
{\displaystyle P(i,t)=\sum _{j=1}^{n}{\frac {f_{j}}{(1+i)^{t_{j}-t}}}}
ed è esposto al rischio di tasso in quanto se il tasso stesso varia passando da {\displaystyle i} a {\displaystyle i+\Delta i} il nuovo valore dei flussi in {\displaystyle t}, {\displaystyle P(i+\Delta i,t)}, può essere maggiore o minore a {\displaystyle P(i,t)}. 
La {\displaystyle P(i+\Delta i,t)}, applicando ad essa la serie di Taylor arrestata al prim'ordine può essere scritta come:
{\displaystyle P(i+\Delta i,t)=P(i,t)+{\frac {\partial }{\partial i}}P(i,t)\cdot \Delta i+o\left(\Delta i\right)}
L'effetto dovuto al rischio di tasso si annulla quando {\displaystyle {\frac {\partial }{\partial i}}P(i,t)=0} e la condizione che lo annulla è 
{\displaystyle {\frac {\partial }{\partial i}}P(i,t)=-\sum _{j=1}^{n}{\frac {f_{j}\cdot \left(t_{j}-t\right)}{\left(1+i\right)^{t_{j}}{(1+i)}}}=0}
da cui si ricava la condizione
{\displaystyle t={\frac {\sum _{j=1}^{n}f_{j}\cdot t_{j}\cdot \left(1+i\right)^{-t_{j}}}{\sum _{j=1}^{n}f_{j}\cdot \left(1+i\right)^{-t_{j}}}}}.
Tale rapporto indica la durata media finanziaria (o duration) del flusso. In tale scadenza (e solo in tale scadenza) il valore {\displaystyle P(i,t)} del flusso è immunizzato rispetto a variazioni del tasso di valutazione {\displaystyle i}.
Possiamo dunque enunciare il teorema di Fisher-Weil:
Se, al tempo {\displaystyle s} in cui si verifica la variazione del tasso, la duration del portafoglio è uguale al tempo rimanente prima di un determinato istante {\displaystyle T}, allora il prezzo del portafoglio in {\displaystyle T} sarà maggiore o uguale a quello precedente alla variazione.
In formule: 
se {\displaystyle duration(s,j)=T-s}
allora {\displaystyle VA(T,j)\leq \ VA(T,j+e)} con {\displaystyle e} qualunque.

### Teorema di Fisher-Weil e componenti liquide
Il Teorema di Fisher-Weil è valido solamente se tutte le somme che pagherà il portafoglio sono collocate nel futuro; in altri termini, il Teorema di Fisher-Weil non garantisce l'immunizzazione di portafogli formati anche da componenti liquidi (denaro). 
Pertanto, alla scadenza del primo pagamento si dovrà procedere a costruire un nuovo portafoglio immunizzato, variando la composizione dei titoli.

### Aggiustamento al nuovo tasso
Se il tasso di valutazione varia, il portafoglio non è più immunizzato in corrispondenza del nuovo tasso. Esiste infatti la possibilità che un'ulteriore modifica del tasso riduca il valore del portafoglio al tempo {\displaystyle T}; se non altro, un ritorno del tasso al livello precedente. 
Se si desidera mettere al sicuro il vantaggio creato da una modifica favorevole del tasso, è necessario riaggiustare il portafoglio, in modo che divenga immunizzato in corrispondenza del nuovo tasso di interesse. Nella pratica, tuttavia, questo comporta costi di transazione tali da sconsigliare manovre di aggiustamento frequenti (o continue, come sarebbe ideale a un livello puramente matematico). 